# Energy (井上麻里奈の曲)
「energy」（エナジー）は、井上麻里奈の2作目のシングルである。2005年12月21日、アニプレックスより発売された。

## 収録曲
1. energy
  - 作詞・作曲：cAnON、編曲：Kenz
  - アニメ『銀盤カレイドスコープ』エンディングテーマ
2. Way
  - 作詞・作曲：cAnON、編曲：Kenz
3. energy（original karaoke）
4. Way（original karaoke）